# Mikołaj Jerzy Czartoryski
Mikołaj Jerzy Czartoryski (en lituanien : Mikalojus Jurgis Čartoriskis ; 1603-1662) est un prince polonais et lituanien de la famille Czartoryski, voïvode de Volhynie.

## Biographie
Il est le fils de Jerzy Czartoryski et d'Izabela Aleksandra Wiśniowiecka

## Mariage et descendance
Il épouse Izabela Korecka, fille de Joachim Korecki dt d'Anna Chodkiewicz. Ils ont pour enfant:
- Kazimierz Florian Czartoryski (1620-1674), archevêque de Gniezno (1673-1674),
- Michał Jerzy Czartoryski (1621-1692), castellan de Volhynie (1653), voïvode de Bratslav (1658), Volhynie (1661), Sandomierz (1680), vic-maréchal du tribunal de la Couronne (1668), prince de Klevan et Żuków, fondateur de la lignée Czartoryski Klevan,
- Jan Karol Czartoryski (1626-1680), fondateur de la lignée Czartoryski Korecki.

## Sources
- (pl) Cet article est partiellement ou en totalité issu de l’article de Wikipédia en polonais intitulé « Mikołaj Jerzy Czartoryski » (voir la liste des auteurs).